# Zacarías Casaval
Zacarías Casaval y López (Burgos, 1837-Burgos, 1906) fue un jurista, escritor, periodista y político español.

## Biografía
Nacido en 1837 en Burgos, fue redactor en  Madrid de los periódicos La Época, El Diario Español y La Política (1856-1858), además de colaborador de La Ilustración Católica. Obtuvo escaño de diputado a Cortes por Burgos en las elecciones de 1865. Fue autor de títulos como El ministerio y las cortes (1861). Falleció el 25 de mayo de 1906, en su ciudad natal.